# Muscomorpha
Muscomorpha  è un raggruppamento sistematico dell'ordine dei Ditteri, basato sulla suddivisione, secondo criteri filogenetici, del sottordine Brachycera. Il taxon è inquadrato al rango di infraordine e comprende, oltre ad alcune famiglie primitive, tradizionalmente incluse nella coorte degli Orthorrhapha, anche i Ditteri più evoluti, che fanno capo alla sezione Cyclorrhapha.

## Filogenesi

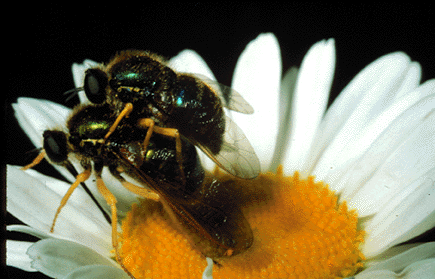
Acroceridae (Nemestrinoidea)

Fin dalle prime analisi filogenetiche gli Autori concordano nel posizionare il ramo dei Muscomorpha, nell'ambito dei Brachycera, come linea divergente dopo la separazione dei Brachiceri inferiori. Gli studi che si sono susseguiti negli ultimi decenni, tuttavia, non concordano sul posizionamento di alcuni taxa nell'albero cladistico, in particolare alcune famiglie o sottofamiglie riconducibili ai Brachiceri inferiori, tradizionalmente denominati Orthorrhapha. L'analisi cladistica porta infatti a risultati differenti e talora contrastanti secondo i criteri con cui sono definite le apomorfie e le plesiomorfie.

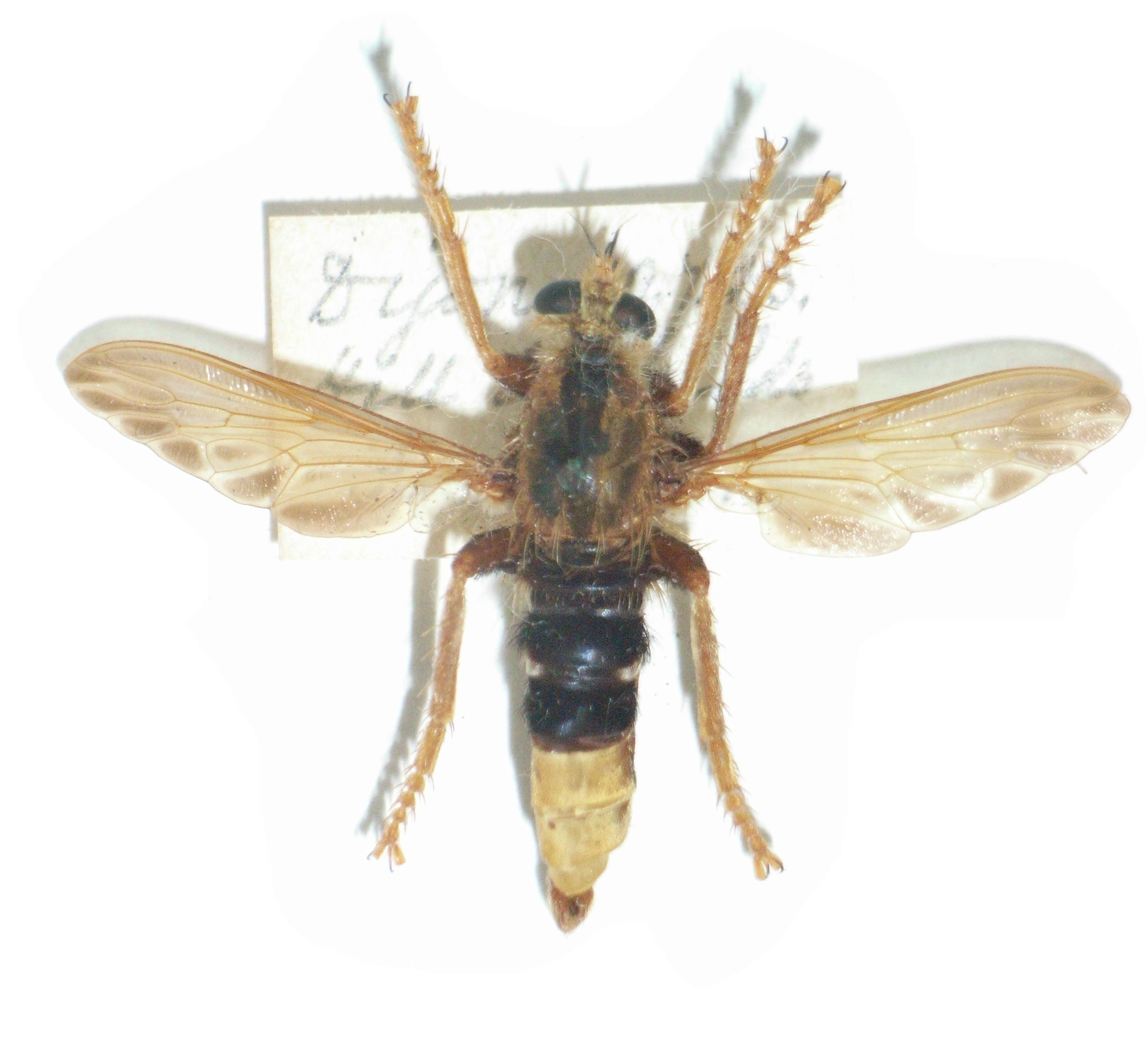
Asilidae (Asiloidea)

Nell'ultimo decennio, YEATES e altri Autori sostengono che i Muscomorpha si definiscono come ramo collaterale alla linea primitiva Stratiomyiomorpha + Xylophagomorpha + Tabanomorpha e dovrebbero comprendere, oltre ai Ditteri superiori, i Cyclorrhapha, anche alcuni Brachiceri inferiori. Restano incerte le posizioni della famiglia Bombyliidae, che sulla base di alcuni criteri sarebbero correlati ai Tabanomorpha, e il carattere monofiletico degli Asiloidea e dei Nemestrinoidea. La maggior parte dei lavori concordano invece sul carattere monofiletico della linea Empidoidea + Cyclorrhapha, spesso indicata in letteratura con la denominazione Eremoneura. La risoluzione di questi punti critici si riflette sull'effettiva suddivisione tassonomica dei Brachiceri, sulla quale non c'è ancora il consenso.

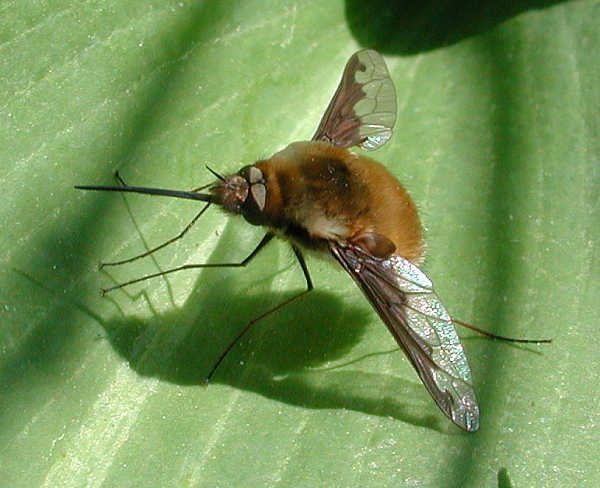
Bombyliidae (Asiloidea)

Gli studi condotti da Yeates et al. articolano il cladogramma secondo il seguente schema:
|  | Xylophagoidea                                                 |
|  |                                                               |
|  | \| \| Vermileonoidea \| \| \| \| \| \| Tabanoidea \| \| \| \| |
|  |                                                               |
|  | Vermileonoidea                                                |
|  |                                                               |
|  | Tabanoidea                                                    |
|  |                                                               |

|  | Vermileonoidea |
|  |                |
|  | Tabanoidea     |
|  |                |

|  | Xylophagoidea                                                 |
|  |                                                               |
|  | \| \| Vermileonoidea \| \| \| \| \| \| Tabanoidea \| \| \| \| |
|  |                                                               |
|  | Vermileonoidea                                                |
|  |                                                               |
|  | Tabanoidea                                                    |
|  |                                                               |

|  | Vermileonoidea |
|  |                |
|  | Tabanoidea     |
|  |                |

|            | Asiloidea                                                   |
|            |                                                             |
| Eremoneura | \| \| Empidoidea \| \| \| \| \| \| Cyclorrhapha \| \| \| \| |
|            | \| \| Empidoidea \| \| \| \| \| \| Cyclorrhapha \| \| \| \| |
|            | Empidoidea                                                  |
|            |                                                             |
|            | Cyclorrhapha                                                |
|            |                                                             |

|  | Empidoidea   |
|  |              |
|  | Cyclorrhapha |
|  |              |

|            | Asiloidea                                                   |
|            |                                                             |
| Eremoneura | \| \| Empidoidea \| \| \| \| \| \| Cyclorrhapha \| \| \| \| |
|            | \| \| Empidoidea \| \| \| \| \| \| Cyclorrhapha \| \| \| \| |
|            | Empidoidea                                                  |
|            |                                                             |
|            | Cyclorrhapha                                                |
|            |                                                             |

|  | Empidoidea   |
|  |              |
|  | Cyclorrhapha |
|  |              |

|  | Xylophagoidea                                                 |
|  |                                                               |
|  | \| \| Vermileonoidea \| \| \| \| \| \| Tabanoidea \| \| \| \| |
|  |                                                               |
|  | Vermileonoidea                                                |
|  |                                                               |
|  | Tabanoidea                                                    |
|  |                                                               |

|  | Vermileonoidea |
|  |                |
|  | Tabanoidea     |
|  |                |

|  | Xylophagoidea                                                 |
|  |                                                               |
|  | \| \| Vermileonoidea \| \| \| \| \| \| Tabanoidea \| \| \| \| |
|  |                                                               |
|  | Vermileonoidea                                                |
|  |                                                               |
|  | Tabanoidea                                                    |
|  |                                                               |

|  | Vermileonoidea |
|  |                |
|  | Tabanoidea     |
|  |                |

|            | Asiloidea                                                   |
|            |                                                             |
| Eremoneura | \| \| Empidoidea \| \| \| \| \| \| Cyclorrhapha \| \| \| \| |
|            | \| \| Empidoidea \| \| \| \| \| \| Cyclorrhapha \| \| \| \| |
|            | Empidoidea                                                  |
|            |                                                             |
|            | Cyclorrhapha                                                |
|            |                                                             |

|  | Empidoidea   |
|  |              |
|  | Cyclorrhapha |
|  |              |

|            | Asiloidea                                                   |
|            |                                                             |
| Eremoneura | \| \| Empidoidea \| \| \| \| \| \| Cyclorrhapha \| \| \| \| |
|            | \| \| Empidoidea \| \| \| \| \| \| Cyclorrhapha \| \| \| \| |
|            | Empidoidea                                                  |
|            |                                                             |
|            | Cyclorrhapha                                                |
|            |                                                             |

|  | Empidoidea   |
|  |              |
|  | Cyclorrhapha |
|  |              |

## Sistematica

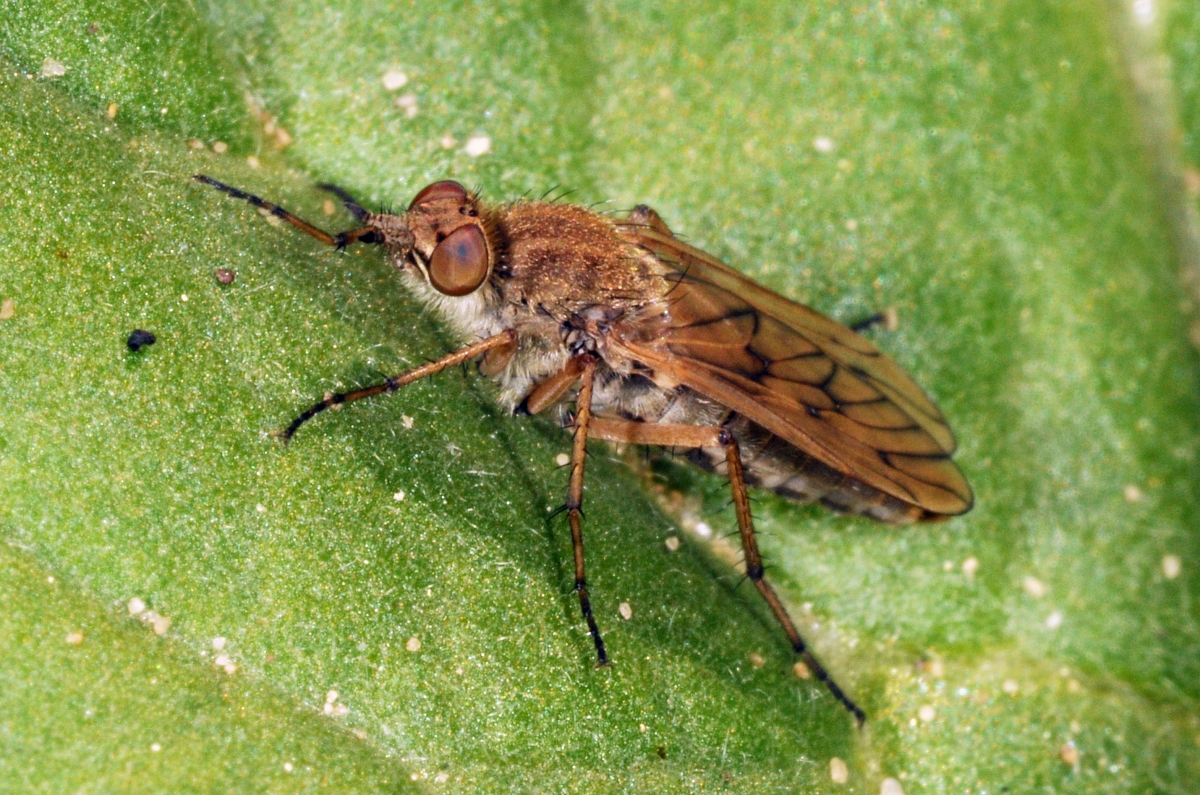
Therevidae (Asiloidea)

L'inquadramento tassonomico dei Muscomorpha è subordinato alle effettive correlazioni filogenetiche che riguardano i taxa più primitivi, quelli tradizionalmente inclusi nella coorte degli Orthorrhapha. Gli schemi di classificazione riportati nella letteratura recente o nelle banche dati tassonomiche variano secondo l'orientamento e le fonti di riferimento; è evidente che il problema dell'inquadramento dei Ditteri superiori nell'ambito dei Brachiceri è ancora in via di risoluzione. Allo stato attuale sono ipotizzati due inquadramenti alternativi.

### Inquadramento restrittivo

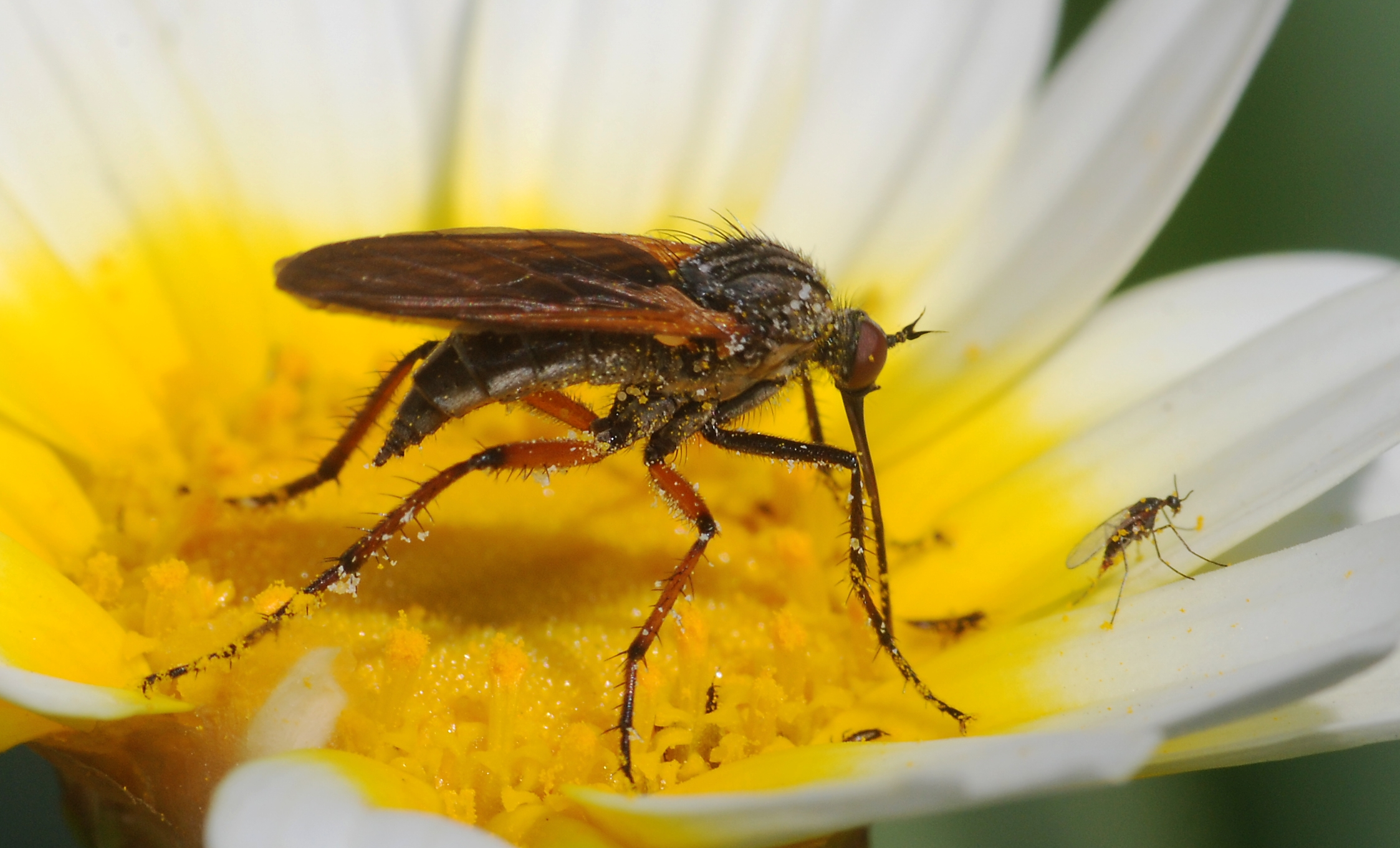
Empididae (Empidoidea)

Questo inquadramento riprende, almeno nelle linee fondamentali, lo schema tassonomico di GRIFFITHS (1994), che suddivide i Brachiceri in sei infraordini, contemplando anche la definizione dell'infraordine Asilomorpha. Nella sostanza, l'adozione dell'infraordine Asilomorpha presuppone un'accezione restrittiva del taxon Muscomorpha e che si identifica con i Cyclorrhapha, contemplato sia nella classificazione filogenetica sia nella classificazione tradizionale. Negli Asilomorpha si fanno perciò confluire i cosiddetti Brachiceri inferiori che filogeneticamente non trovano collocazione nel ramo Stratiomyomorpha + Xylophagomorpha + Tabanomorpha. L'albero tassonomico basato su questo schema è pertanto il seguente:
- Sottordine Brachycera
  - Infraordine Stratiomyomorpha
  - Infraordine Xylophagomorpha
  - Infraordine Vermileonomorpha
  - Infraordine Tabanomorpha
  - Infraordine Asilomorpha
    - Superfamiglia Asiloidea
    - Superfamiglia Nemestrinoidea
    - Superfamiglia Empidoidea

  - Infraordine Muscomorpha
    - Sezione Aschiza
    - Sezione Schizophora

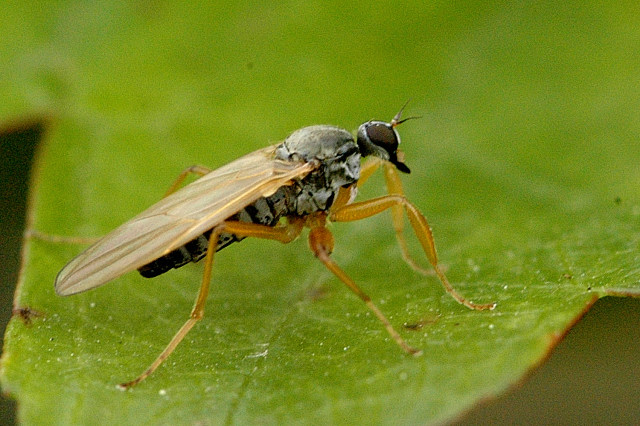
Hybotidae (Empidoidea)

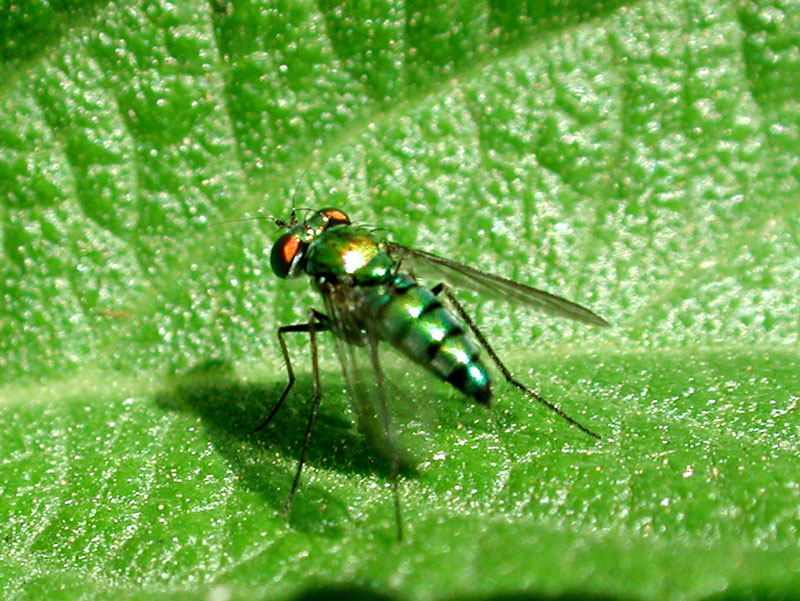
Dolichopodidae (Empidoidea)

La separazione tassonomica dei Brachiceri inferiori dai Muscomorpha-Cyclorrhapha si riallaccia fondamentalmente alla classificazione dicotomica degli schemi linneiani, pur riconoscendo il carattere polifiletico dei tradizionali Orthorrhapha. Per questo motivo questo schema trova ancora un largo supporto. Va tuttavia precisato che le analisi filogenetiche più dettagliate non concordano con questo inquadramento in quanto gli Asilomorpha sarebbero un raggruppamento artificiale perché polifiletico: l'inserimento degli Empidoidea fra gli Asilomorpha, infatti, non contempla l'esistenza di una più stretta relazione filogenetica fra gli Empidoidea e i Cyclorrhapha, escludendo perciò la natura monofiletica del clade Eremoneura.

### Inquadramento esteso

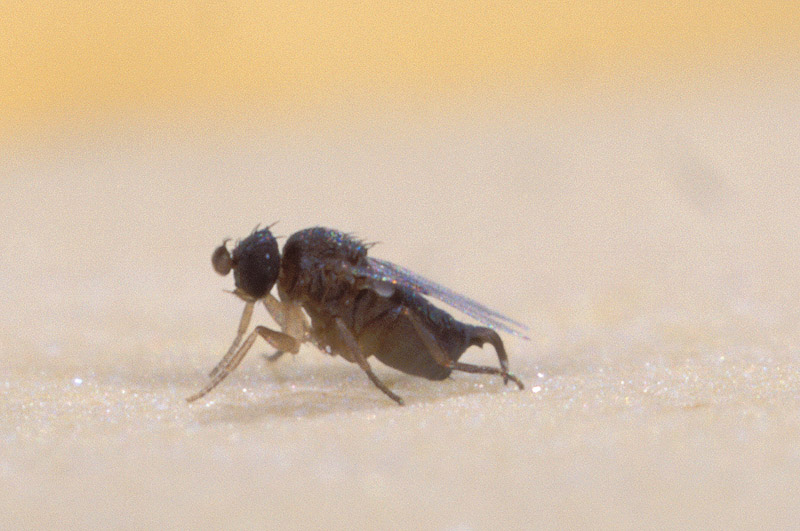
Phoridae (Cyclorrhapha: Aschiza: Platypezoidea)

Questo inquadramento si identifica con le tesi di YEATES, supportate da alcuni progetti tassonomici che coinvolgono alcuni dei ditterologi più attivi nell'ultimo quindicennio e appartenenti a diverse istituzioni australiane, nordamericane, sudamericane e asiatiche. L'inquadramento trova le basi, nelle linee fondamentali, nello schema tassonomico di WOODLEY (1989), che suddivide i Brachiceri in quattro infraordini, escludendo l'esistenza dell'infraordine Asilomorpha. Dalla classificazione di WOODLEY. YEATES et al. sviluppano uno schema tassonomico più complesso, derivato da un'analisi cladistica più approfondita su base sia morfologica sia molecolare, che inquadra i Muscomorpha in un taxon più esteso includendovi anche gli Asilomorpha sensu Griffiths. Questa interpretazione diverge sensibilmente dalla tassonomia tradizionale, in quanto scorpora il gruppo artificiale degli Orthorrhapha includendo alcune superfamiglie e i Brachiceri superiori in un unico taxon distinto da quelli comprendenti gli altri Brachiceri inferiori.

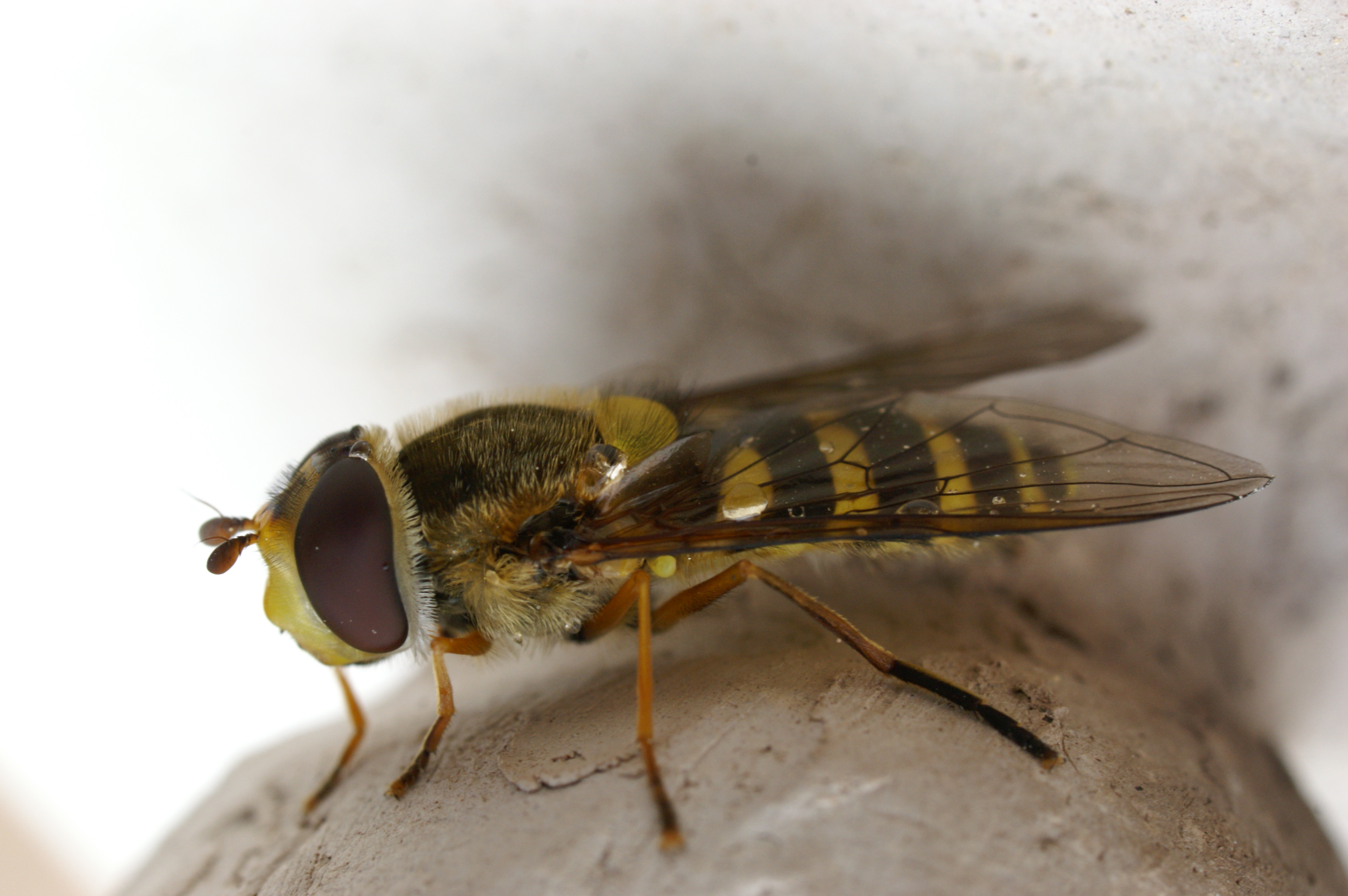
Syrphidae (Cyclorrhapha: Aschiza: Syrphoidea)

L'interpretazione estesa dell'infraordine Muscomorpha non ha ancora una vera e propria suddivisione tassonomica in taxa inquadrati in specifici ranghi: infatti, mentre i Muscomorpha che fanno capo ai brachiceri inferiori sono inquadrabili in tre differenti taxa, inquadrabili al rango di superfamiglia (Nemestrinoidea, Asiloidea, Empidoidea), i restanti Muscomorpha fanno capo al clade Cyclorrhapha, che comprende circa due terzi delle famiglie dei Diptera. AMORIM & YEATES (2006), trattando la sistematica dei Ditteri inferiori, propongono anche una possibile suddivisione tassonomica dei Brachiceri individuando nell'ambito dei Muscomorpha quattro gruppi sistematici riconducibili ai clade che formano la base dell'albero filogenetico dei Muscomorpha. I Muscomorpha, secondo questa proposta, si inquadrano pertanto nel seguente schema tassonomico:
- Sottordine Brachycera
  - Infraordine Tabanomorpha
  - Infraordine Xylophagomorpha
  - Infraordine Stratiomyomorpha
  - Infraordine Muscomorpha
    - Sezione Nemestrinoidea
    - Sezione Asiloidea
    - Sezione Empidoidea
    - Sezione Cyclorrhapha

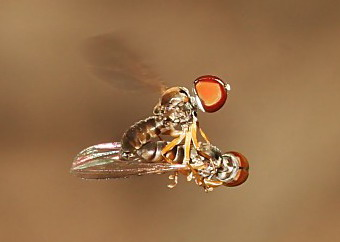
Pipunculidae (Cyclorrhapha: Aschiza: Syrphoidea)

Le quattro sezioni non rispecchiano una classificazione gerarchica organizzata su taxa di pari rango tassonomico: infatti, le prime tre si identificano con taxa al rango di superfamiglia, mentre la quarta sezione, quella dei Cyclorrhapha, si identifica con un taxon di rango superiore a quello di superfamiglia. Questo schema necessita perciò di un ulteriore sviluppo in modo che sia riconducibile ad una suddivisione gerarchica di tipo linneiano.

### Orientamenti attuali

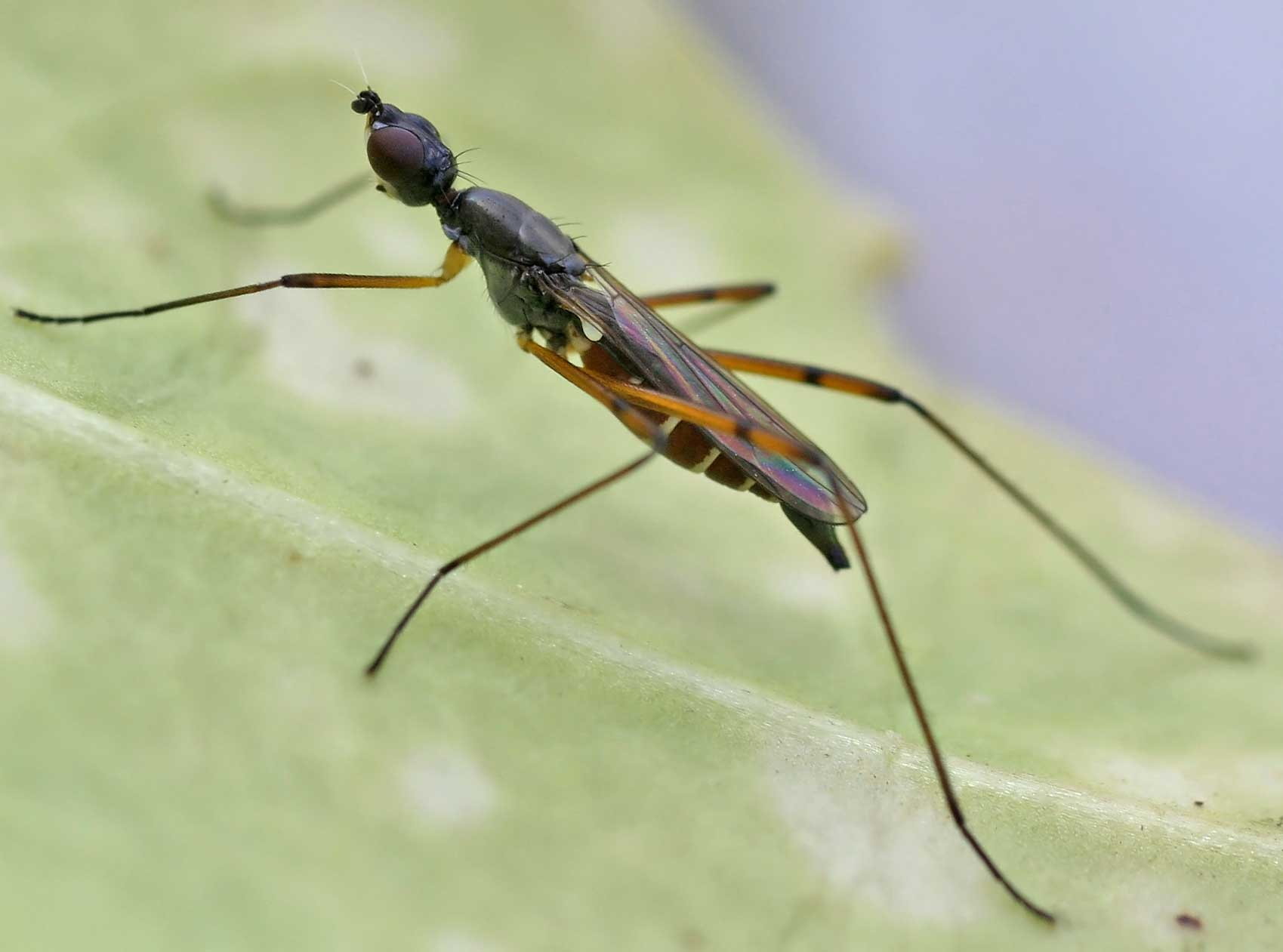
Micropezidae (Cyclorrhapha: Schizophora: Acalyptratae: Micropezoidea)

Il grado di incertezza e l'assenza di consenso che ancora concerne la sistematica dei Ditteri nei taxa di rango superiore sono alla base dell'eterogeneità presente negli schemi tassonomici riportati in letteratura e nelle banche dati. Fermo restando che ormai è largamente condivisa la natura obsoleta della suddivisione tradizionale dei Brachiceri in Orthorrhapha e Cyclorrhapha, in generale si riscontrano tre differenti orientamenti:
Il primo è riconducibile ad un inquadramento dell'infraordine Muscomorpha sensu stricto, distinguendolo dai Brachiceri inferiori e accettando l'infraordine Asilomorpha;
Il secondo è riconducibile ad un inquadramento che supporta, più o meno esplicitamente, l'albero cladistico di YEATES & WIEGMANN e, sia pure senza adottare schemi come quello proposto da AMORIM & YEATES, mettono in evidenza il carattere polifiletico del raggruppamento Asilomorpha.

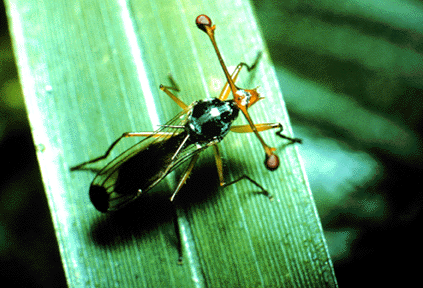
Diopsidae (Cyclorrhapha: Schizophora: Acalyptratae: Diopsoidea)

Il terzo prescinde per il momento da una ripartizione ad alto livello, suddividendo i Brachiceri in superfamiglie e famiglie. È evidente che in quest'ultimo caso non si può parlare di alberi tassonomici veri e propri ma di suddivisione artificiale che esula da qualsiasi fondamento filogenetico, in attesa di acquisire conoscenze più approfondite che permettano la definizione di una tassonomia di larga condivisione.

## Morfologia
Nella generalità dei Muscomorpha gli adulti hanno una morfologia riconducibile all'aspetto muscoide. Il tegumento presenta in genere . Sono generalmente alati, provvisti di capo con occhi ben sviluppati, antenne brevi, di tipo aristato, ovvero composte da tre articoli di cui il terzo porta un'appendice (arista), apparato boccale di tipo lambente-succhiante o succhiante o, meno frequentemente, di tipo pungente-succhiante. Un carattere ricorrente, ad eccezione dei Nemestrinoidea, degli Asiloidea, degli Empidoidea e dei Cyclorrhapha inclusi dalla tassonomia tradizionale negli Aschiza, è la presenza di una cicatrice frontale, detta ptilinum: questa sutura, conformata a U più o meno aperta, separa una zona fronto-clipeale, in cui sono inserite le antenne, dalla zona geno-oculare-cervicale, in cui sono presenti gli occhi e gli ocelli.

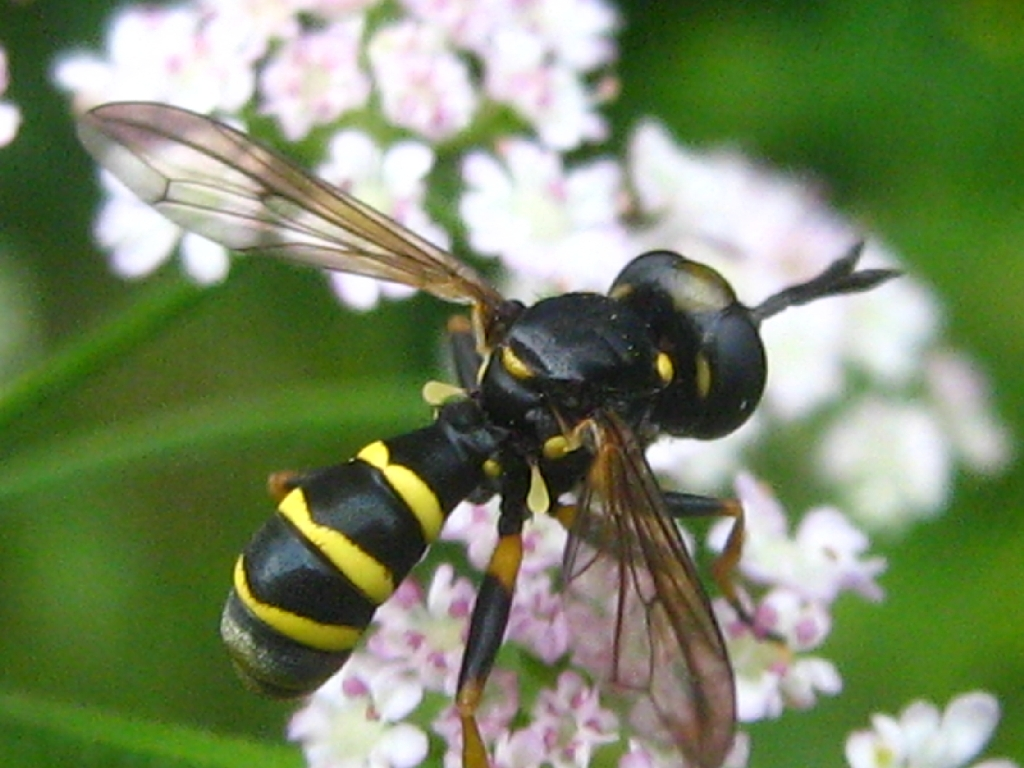
Conopidae (Cyclorrhapha: Schizophora: Acalyptratae: Conopoidea)

Le zampe hanno i pretarsi provvisti di empodio setiforme oppure sono privi del lobo mediano, ad eccezione dei Nemestrinoidea che sono provvisti di arolio pulvilliforme come i Brachiceri inferiori che fanno capo agli altri infraordini. La nervatura alare presenta una struttura più o meno semplificata. Fatta eccezione per alcuni gruppi più primitivi, le ali dei Muscomorpha, in generale, sono caratterizzate dalla riduzione del numero di ramificazioni delle nervature longitudinali. In particolare ricorre quasi sempre l'assenza della biforcazione R4+5 e della biforcazione R2+3, perciò la radio è divisa al massimo in tre rami. Anche la media ha in genere un ridotto numero di ramificazioni e, soprattutto, scompare la trasversa mediale, con conseguente assenza della media e dall'assenza della cellula discale. La cellula cup è quasi sempre chiusa, come nella generalità dei Brachiceri, e spesso è corta, con vena A1+CuA ben sviluppata in lunghezza.
La larva ha un aspetto vermiforme: è apoda e apparentemente acefala. La pupa, infine, si evolve quasi sempre all'interno dell'exuvia dell'ultimo stadio larvale, fatta eccezione per i gruppi più primitivi (Nemestrinoidea, Asiloidea, Empidoidea).

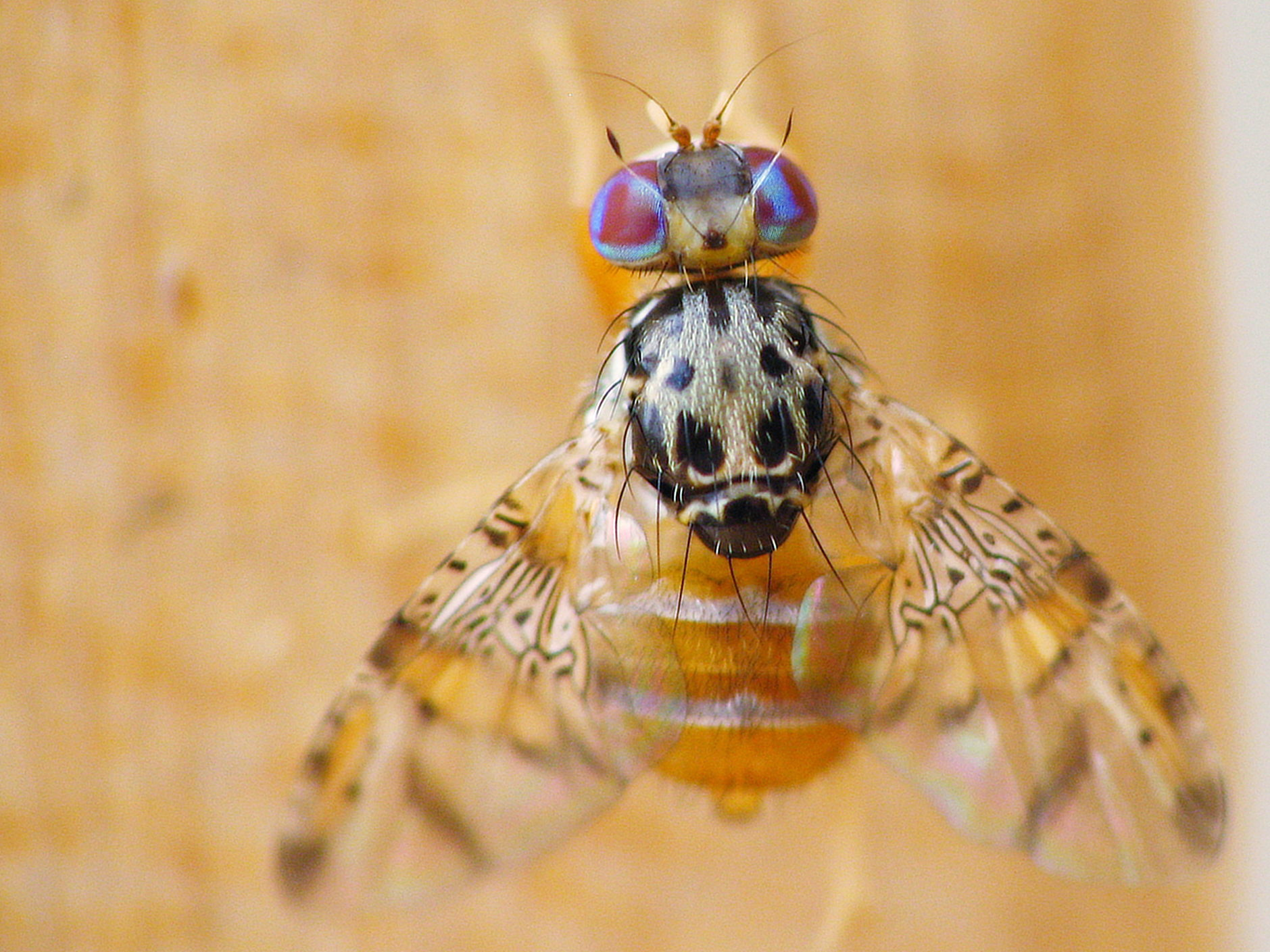
Tephritidae (Cyclorrhapha: Schizophora: Acalyptratae: Tephritoidea)

## Etologia
Nei Muscomorpha si rileva una notevole varietà della dieta degli adulti, con specializzazioni a livello di famiglia o di superfamiglia che hanno talvolta implicazioni pratiche di importanza notevole soprattutto in merito alle relazioni con l'Uomo. Allo stadio larvale ricorre in generale la saprofagia o la predazione a spese di insetti, ma in diversi taxa vi sono particolari specializzazioni verso la fitofagia o il parassitismo; anche in questi casi le implicazioni socioeconomiche sono di rilevanza tale da includere questi taxa fra i ditteri di maggiore importanza per l'Uomo.

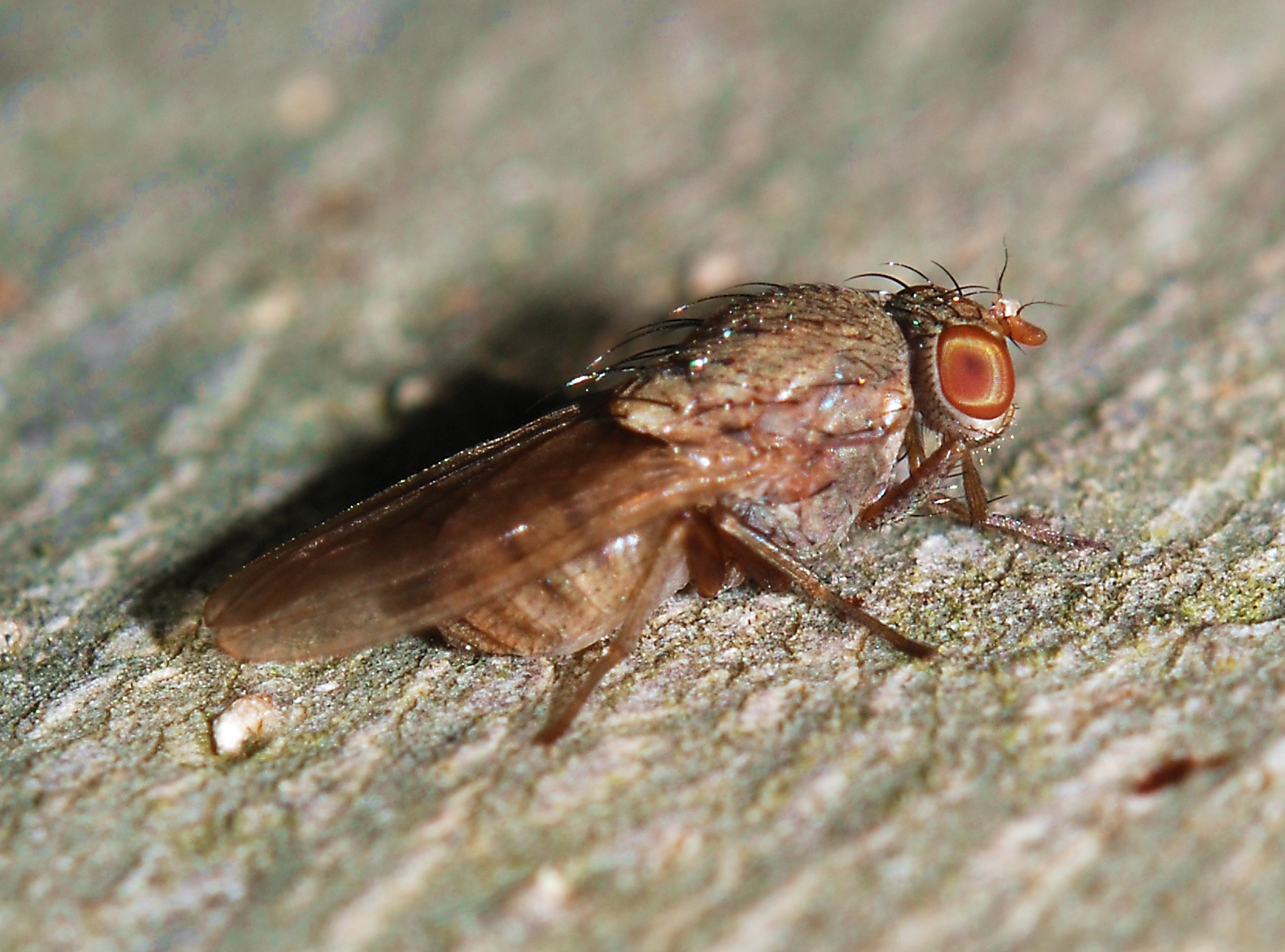
Lauxaniidae (Cyclorrhapha: Schizophora: Acalyptratae: Lauxanioidea)

In merito all'habitat c'è una netta differenziazione fra stadio larvale e stadio adulto. Allo stadio larvale i Muscomorpha si sono in generale evoluti passando dal primitivo adattamento all'habitat acquatico a quello "semiacquatico" caratterizzato da un microambiente relativamente umido e ricco di sostanza organica. Queste ultime forme si rinvengono comunemente in substrati organici in decomposizione, sia vegetali sia animali, con specializzazioni che si manifestano nella fitofagia endofitica (larve minatrici e larve galligene) o nell'endoparassitismo zoofago. Non mancano infine le specializzazioni particolari che si manifestano con il commensalismo nei confronti degli insetti sociali. Poche sono invece le forme che conducono vita libera all'aperto, come ad esempio le larve di una parte dei Syrphidae, specializzate nella predazione di insetti fitomizi.
Allo stadio adulto, tranne poche eccezioni, i Muscomorpha hanno sviluppato una particolare attitudine al volo che, combinata con i tipi di alimentazione più diffusi, sono la ragione di fondo dell'habitat tipicamente aereo di questi insetti. Fra i Muscomorpha si è evoluta, infatti, un'abilità nel volo comparabile a quella degli Imenotteri; l'habitat ricorrente è rappresentato dall'ambiente aereo prossimo alla vegetazione o da quello antropizzato, secondo le abitudini alimentari prevalenti.

### Alimentazione degli adulti

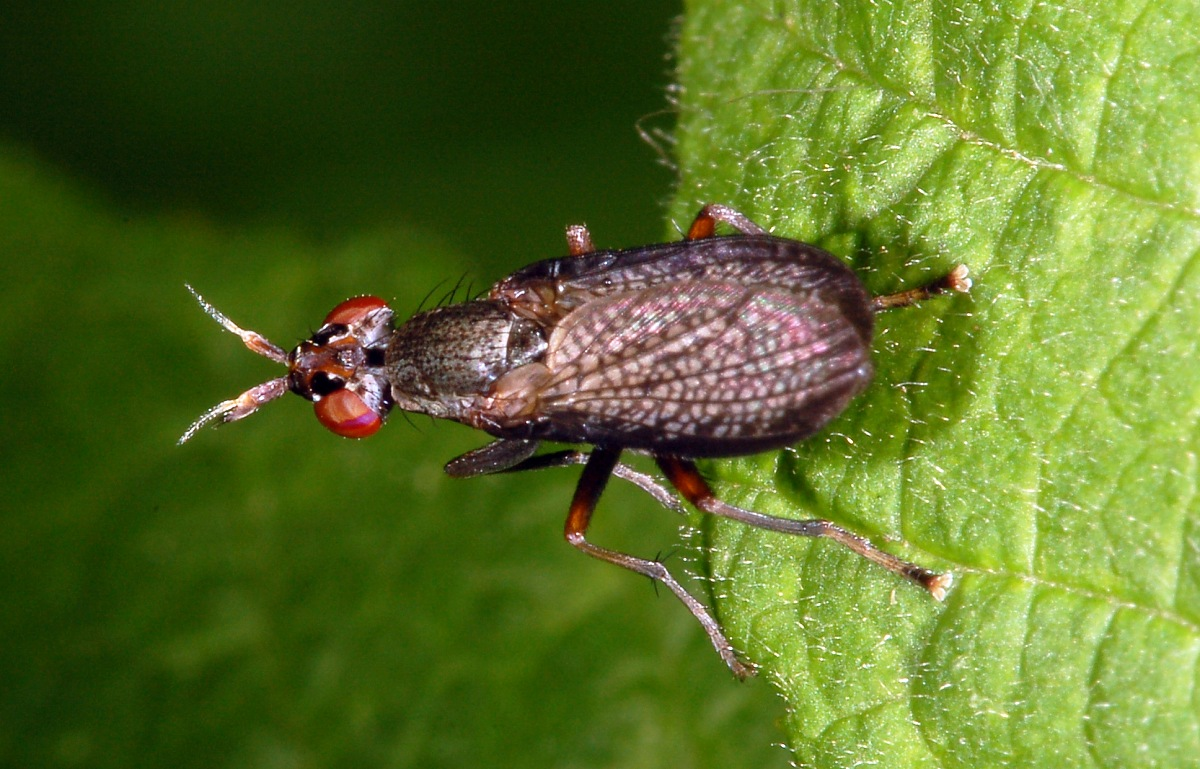
Sciomyzidae (Cyclorrhapha: Schizophora: Acalyptratae: Sciomyzoidea)

La dieta degli adulti verte su due aspetti fondamentali: il modo in cui si soddisfa il fabbisogno proteico necessario per la riproduzione e il rapporto evoluzionistico con le Angiosperme. In merito a quest'ultimo aspetto va precisato che la storia evolutiva dei Muscomorpha è strettamente associata a quella delle Angiosperme: i Cyclorrhapha si sono infatti evoluti a partire dal Cretaceo inferiore parallelamente alle Angiosperme, mentre i Muscomorpha inferiori sono comparsi fra il Giurassico medio e il Cretaceo inferiore. Questo parallelismo ha avuto una notevole influenza nell'evoluzione dei Ditteri superiori e del loro apparato boccale, particolarmente specializzato nell'assunzione di sostanze zuccherine.
Tranne alcune eccezioni, la dieta dei Muscomorpha è fondamentalmente glicifaga e si basa sull'assunzione di sostanze zuccherine di varia natura, anche se in gran parte rappresentata dal nettare, dalla melata dei Rincoti Omotteri, da succhi vegetali emessi dalle ferite o da altri essudati vegetali. Questa dieta, nella generalità dei casi, è insufficiente a soddisfare il fabbisogno proteico, perciò è integrata con altri alimenti, di varia natura, generalmente ricchi di proteine. Le diete integrative si manifestano con la zoofagia, la pollinivoria, la saprofagia.

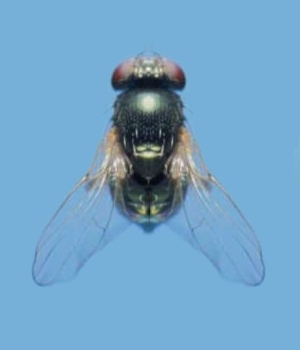
Agromyzidae (Cyclorrhapha: Schizophora: Acalyptratae: Opomyzoidea)

La zoofagia si manifesta allo stadio adulto a spese di invertebrati o di vertebrati, tuttavia con differenziazioni, specifiche dei vari gruppi sistematici, che denotano un comportamento primitivo o, al contrario, un adattamento evolutivo secondario. In generale si possono riscontrare due differenti comportamenti:
- Predazione di artropodi. L'entomofagia allo stadio adulto, tipicamente primitiva, ricorre quasi esclusivamente in alcuni Muscomorpha inferiori (Asilidae, Dolichopodidae e Therevidae) mentre fra i taxa più recenti si presenta per lo più in una parte dei Micropezoidea.
- Ematofagia. L'ematofagia rappresenta, fra i ditteri, un adattamento evolutivo parallelo alla comparsa dei vertebrati terrestri a partire dalle forme ancestrali artropofaghe e finalizzata al soddisfacimento del fabbisogno proteico in una dieta fondamentalmente zuccherina. Nei Muscomorpha ricorre soprattutto fra i Carnoidea (Diptera: Acalyptratae) e fra i Calyptratae (Hippoboscoidea, Muscoidea, Oestroidea). La recente origine di questi ditteri è probabilmente alla base della stretta associazione delle forme ematofaghe con i Mammiferi. A questa dieta è associato l'adattamento dell'apparato boccale ad una funzione perforante-succhiante. Un aspetto interessante è che la funzione perforante, nei Muscomorpha ematofagi, è svolta da un adattamento del labbro inferiore, contrariamente invece a quanto avviene nei Tabanidae e nei Nematocera dove la funzione è svolta dalle mandibole. In questo caso la convergenza evolutiva riguarda l'etologia ma non la morfoanatomia.

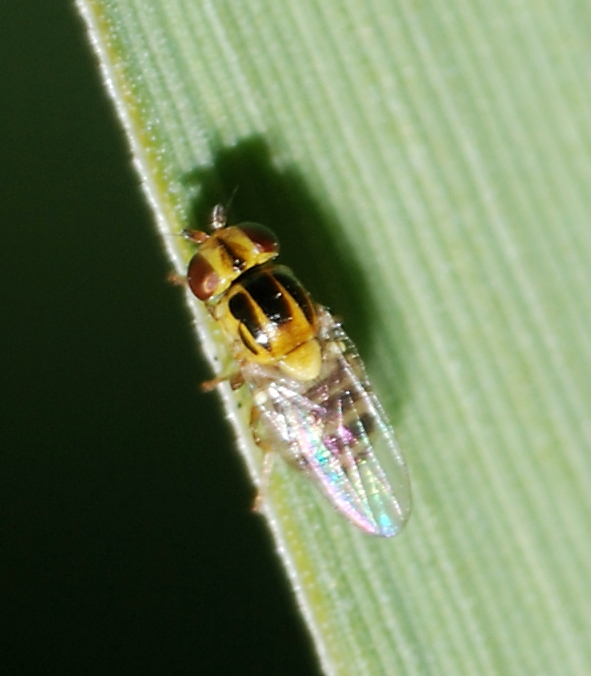
Chloropidae (Cyclorrhapha: Schizophora: Acalyptratae: Carnoidea)

- Zoofagia a spese di umori di origine animale. Questa forma di alimentazione è riconducibile all'ematofagia e compare in alcuni taxa (ad esempio nei Chloropidae) come dieta complementare alla glicifagia o come componente generica di una dieta onnivora (ad esempio nei Muscidae), al fine di soddisfare il fabbisogno proteico, in forme ad apparato boccale succhiante o lambente-succhiante.

La pollinofagia sfrutta il polline come principale componente proteica della dieta e si accompagna alla nettarivoria. Questa dieta, tipica degli Imenotteri Apoidei o di alcuni coleotteri antofagi, non è molto diffusa fra i Ditteri, ma è fondamentale nelle famiglie dei Syrphidae e dei Bombyliidae, i più importanti ditteri pronubi.
La saprofagia è la forma di integrazione dietetica più largamente diffusa fra i Muscomorpha e si svolge a spese di qualsiasi substrato organico in putrefazione. Fra le forme di saprofagia di maggiore importanza rientrano la coprofagia e la sarcofagia, che si basano rispettivamente sull'assunzione di proteine o azoto non proteico dagli escrementi degli animali e dalla carne. L'importanza di queste abitudini alimentari risiede nelle implicazioni di carattere igienico-sanitario: la coprofagia è un comportamento di interesse medico quando è in relazione con il commensalismo nei confronti dell'uomo tipico di alcuni taxa, fra cui i Muscidae sono i più rappresentativi; è nota infatti la dannosità, ad esempio, della mosca domestica quale vettore di organismi patogeni prelevati da substrati organici in putrefazione e successivamente trasmessi con il semplice contatto con la pelle o le mucose oppure con il rigurgito sugli alimenti utilizzati dall'uomo. La sarcofagia pone invece problemi di carattere per lo più igienico in quanto ha ripercussioni soprattutto sullo stato di conservazione delle carni.

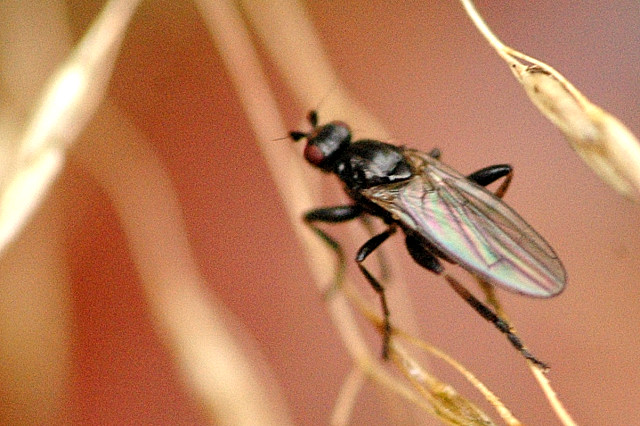
Sphaeroceridae (Cyclorrhapha: Schizophora: Acalyptratae: Sphaeroceroidea)

A fronte delle implicazioni igienico-sanitarie, la coprofagia ha delle implicazioni biotecniche interessanti in quanto può essere sfruttata nella lotta adulticida nei confronti dei Tephritidae, la famiglia che comprende i ditteri fitofagi di maggiore importanza economica: gli adulti dei Tephritidae, insetti prettamente glicifagi, soddisfano il fabbisogno proteico traendolo dagli escrementi degli uccelli, perciò sono attratti dai composti ammoniacali o amminici. I sali di ammonio e le proteine idrolizzate sono perciò usati come attrattivi alimentari per innescare trappole chemiotropiche o per effettuare trattamenti insetticidi localizzati (trattamenti con le esche). In questo caso questo comportamento alimentare costituisce un elemento positivo in quanto permette l'adozione di tecniche di lotta a basso impatto ambientale.

### Alimentazione delle larve

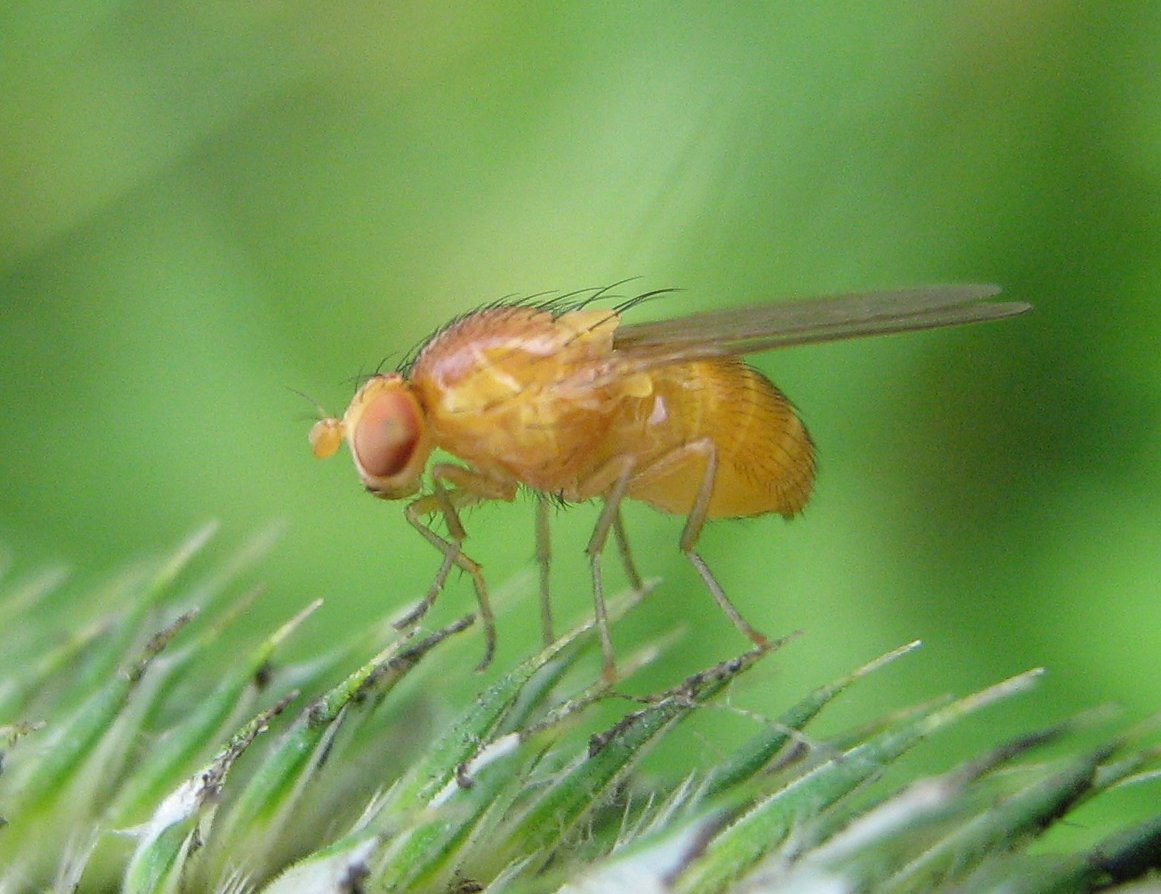
Drosophilidae (Cyclorrhapha: Schizophora: Acalyptratae: Ephydroidea)

Il comportamento trofico delle larve si manifesta in quattro forme: la predazione di artropodi, la saprofagia, la fitofagia, la micetofagia e il parassitoidismo. La predazione costituisce il comportamento ancestrale delle larve dei Ditteri e, nell'ambito dei Muscomorpha, ricorre frequentemente nelle famiglie più primitive; fanno eccezione i Bombyliidae e i Nemestrinoidea, nei quali la zoofagia delle larve si manifesta con il parassitoidismo. Nei Cyclorrhapha la predazione non ricorre, fatta eccezione per i Syrphidae. La notevole varietà di comportamenti trofici in questa famiglia, tuttavia presuppongono un adattamento secondario, derivato, secondo CHANDLER (1968), da un'originaria fitofagia.
La saprofagia delle larve, comportamento frequente in alcuni infraordini dei Nematocera e, nell'ambito dei Brachiceri, negli Stratiomyomorpha, nei Muscomorpha compare per lo più nei Cyclorrhapha, largamente distribuita in molti taxa. L'origine ancestrale della saprofagia è incerta, ma fra le ipotesi si ritiene che sia derivata da un adattamento evolutivo dell'onnivoria tipica di alcune forme acquatiche al passaggio alla vita terrestre, su substrati organici umidi in decomposizione. Fra i gruppi sistematici che presentano una marcata frequenza della saprofagia allo stadio larvale si citano i Muscoidea (Diptera: Calyptratae), i Platypezoidea (Diptera: Aschiza), i Micropezoidea (Diptera: Acalyptratae); l'ampia diffusione in tutti i taxa dei Cyclorrhapha di rango superiore a quello di superfamiglia fa presupporre un'origine ancestrale remota di questo adattamento evolutivo.

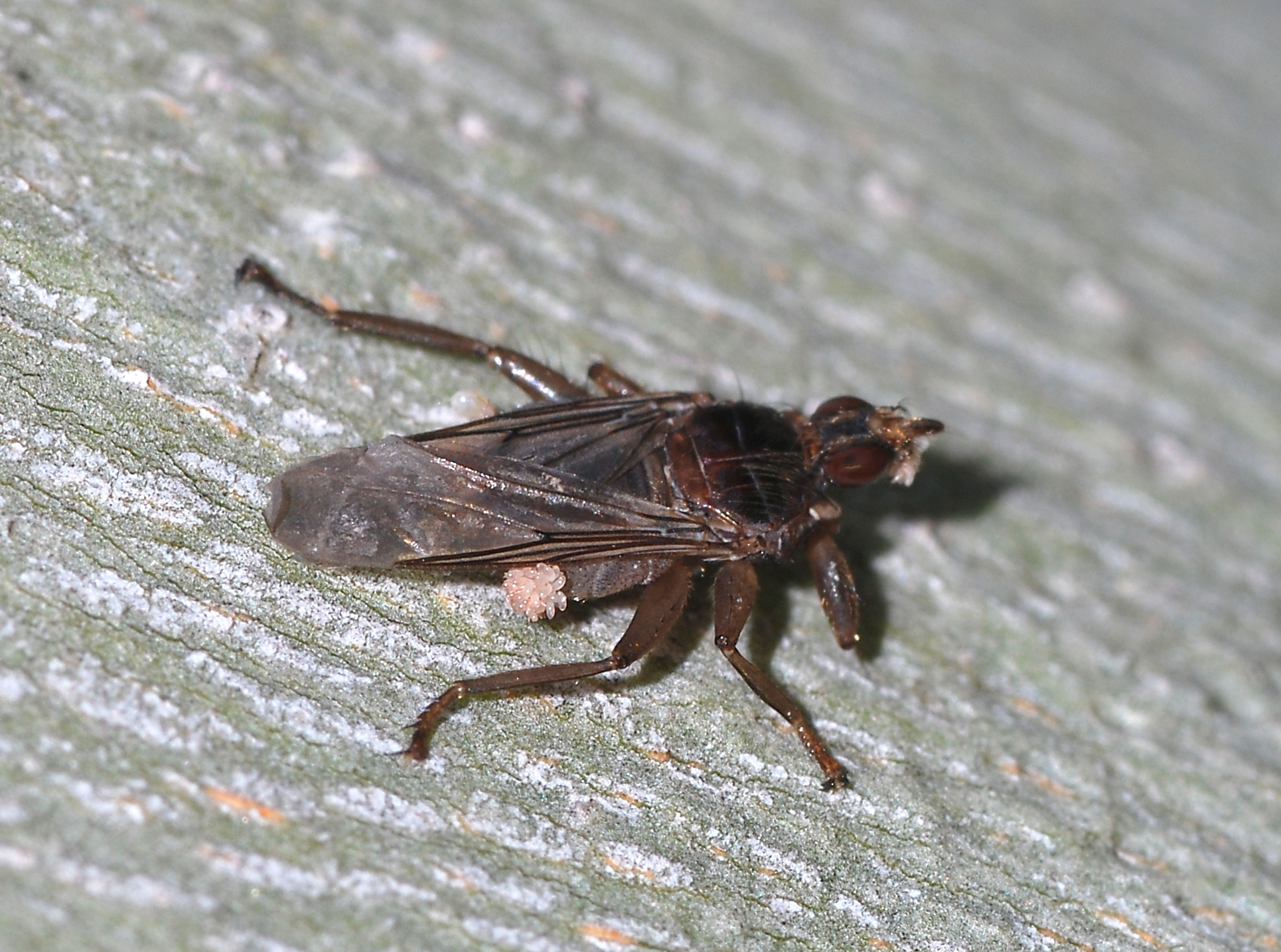
Hippoboscidae (Cyclorrhapha: Schizophora: Calyptratae: Hippoboscoidea)

La fitofagia è anch'essa un adattamento secondario e nei Muscomorpha ricorre per lo più fra i Cyclorrhapha in differenti taxa. Questa forma di alimentazione è largamente rappresentata nei Ditteri, ma presenta una distribuzione a mosaico e, almeno nelle forme che presuppongono un adattamento complesso, come la fitofagia endofitica, si manifesta a mosaico a livello di famiglia o di sottofamiglia come forma di specializzazione in gruppi sistematici più ampi che presentano invece comportamenti trofici differenti (micetofagia, saprofagia, artropofagia). È interessante notare che la fitofagia generica e aspecifica, che si manifesta per lo più come forma di predazione a spese delle radici e delle parti basali dell'apparato aereo delle piante, ricorre fra i gruppi più primitivi dei due sottordini: i Tipulomorpha e i Bibionomorpha fra i Nematoceri e i Tabanomorpha fra i Brachiceri. Al contrario, la fitofagia "specializzata", ricorre soprattutto fra i gruppi più recenti nell'albero filogenetico, come ad esempio i Cecidomyiidae fra i Nematoceri e gli Schizophora fra i Brachiceri. Questa differenziazione fa presupporre che la fitofagia "specializzata" sia una convergenza evolutiva che si manifesta con adattamenti secondari nell'ambito di singoli clade appartenenti a linee filogenetiche distinte. Nell'ambito dei Muscomorpha, si riscontrano principalmente le seguenti forme di fitofagia:

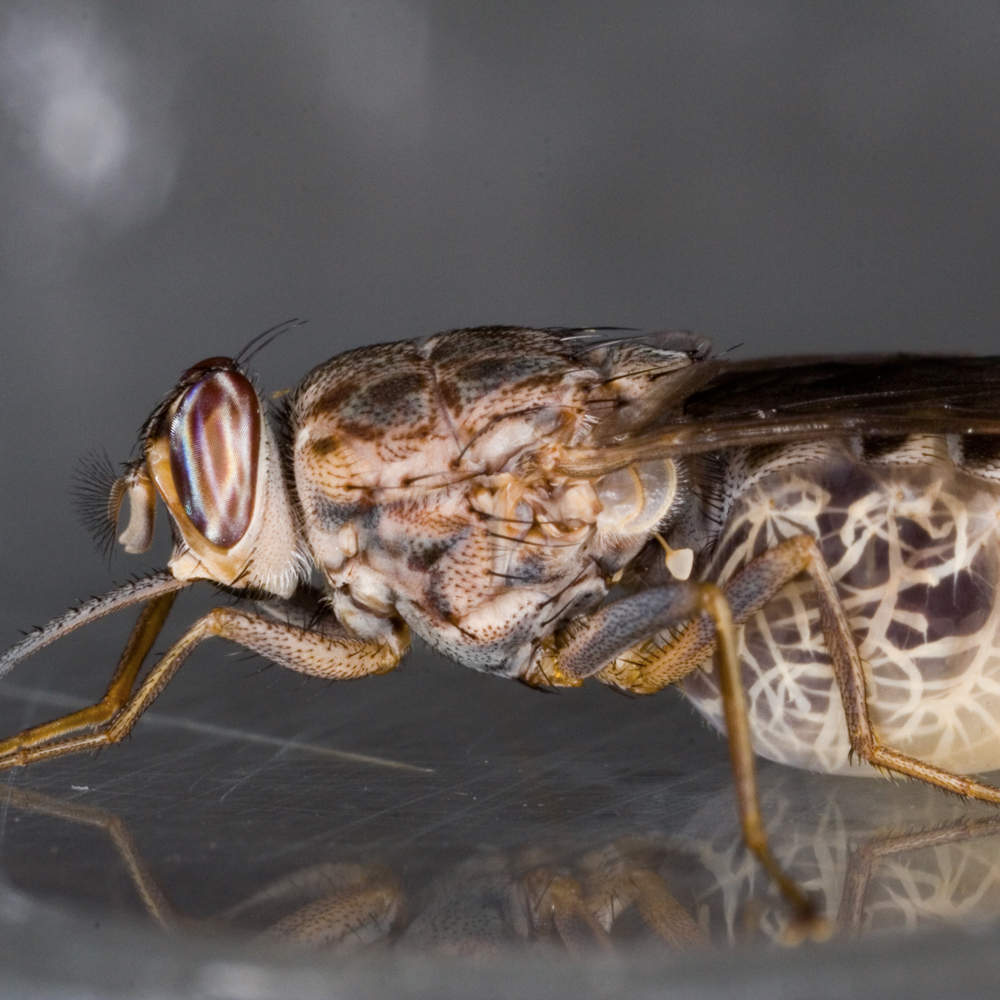
Glossinidae (Cyclorrhapha: Schizophora: Calyptratae: Hippoboscoidea)

- Endofagia mediante formazione di gallerie (mine) all'interno di foglie, frutti, steli. È la forma di fitofagia più diffusa, ricorrente in molte famiglie appartenenti quasi tutte ai Cyclorrhapha. Fitofagi endofitici si rinvengono più o meno diffusamente, talvolta come comportamento più frequente nell'ambito della famiglia, ad esempio fra gli Agromyzidae, gli Anthomyiidae, i Tephritidae, i Chloropidae, i Drosophilidae, ecc. Alcune di queste famiglie comprendono specie di grande interesse economico, sulle quali si concentra l'attenzione dell'Entomologia agraria nell'ambito dell'ordine. Fra i Muscomorpha inferiori la fitofagia endofitica si presenta solo all'interno della famiglia dei Dolichopodidae.
- Endofagia mediante formazione di galle. La formazione di galle presuppone un grado di specializzazione più avanzata, attraverso l'instaurazione di rapporti isto-fisiologici, fra larva e pianta ospite, più complessi. In questa relazione trofica, infatti, la larva altera - a livello metabolico - la morfogenesi del vegetale determinando la comparsa di malformazioni. Questa specializzazione trofica, largamente diffusa nei Cecidomyiidae fra i Nematoceri, nei Muscomorpha è presente solo in poche famiglie appartenenti per lo più al gruppo degli Acalyptratae (Tephritidae, Agromyzidae, Chloropidae, ecc.) e alla famiglia Platypezidae (Diptera: Aschiza).

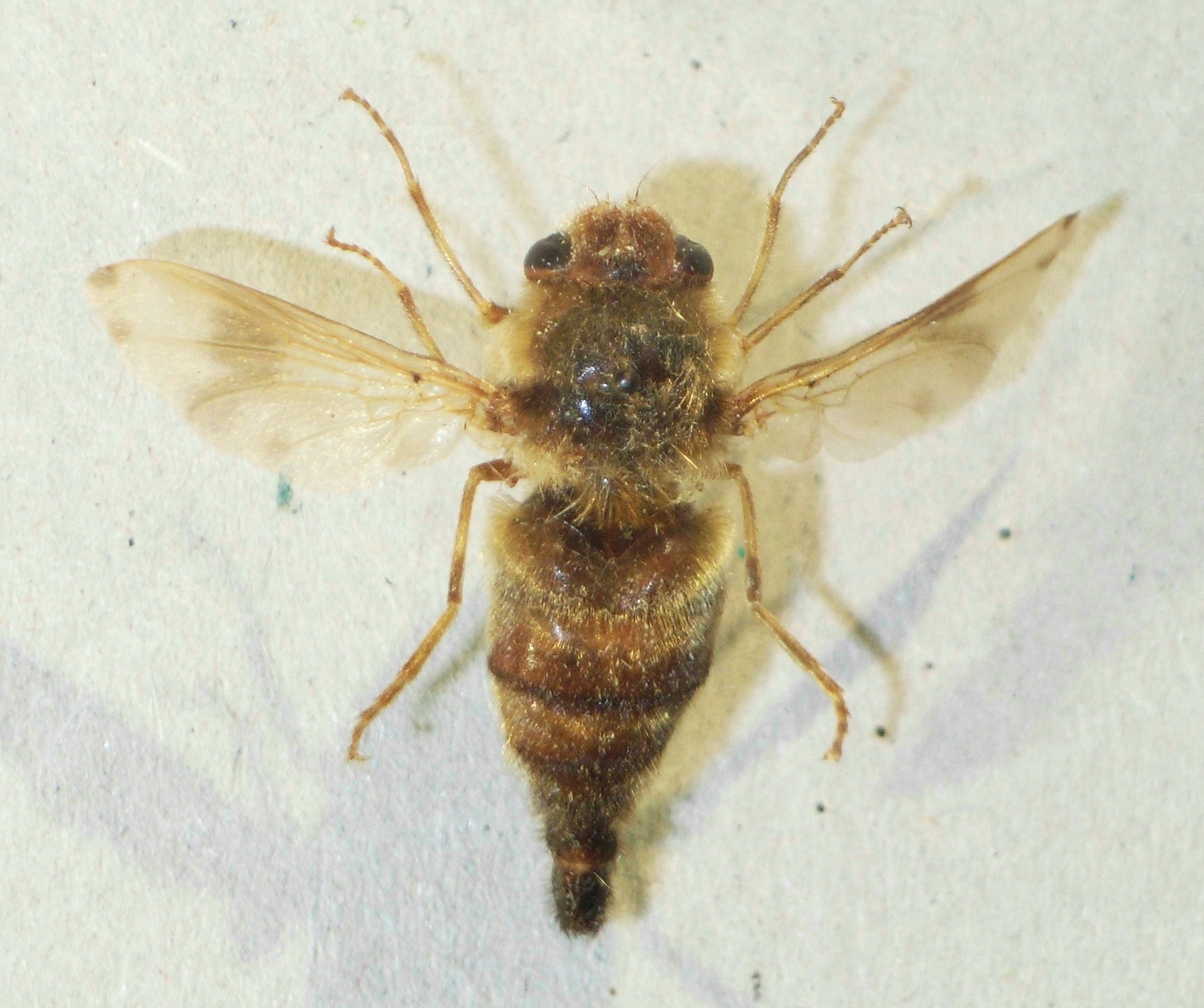
Oestridae (Cyclorrhapha: Schizophora: Calyptratae: Oestroidea)

- Predazione di semi. Si tratta di un comportamento trofico molto diffuso ma, anche in questo caso, limitatamente ai Cyclorrhapha e, in particolare, all'interno dei Phoridae e degli Acalyptratae, fra cui il gruppo più rappresentativo è la superfamiglia dei Tephritoidea.

Il parassitoidismo, infine, è un comportamento trofico derivato sia dall'evoluzione di forme ancestrali zoofaghe sia da adattamenti secondari di forme saprofaghe o fitofaghe. Fatta eccezione per i Nemestrinoidea e i Bombyliidae, il parassitoidismo ricorre soprattutto fra i Cyclorrhapha. Nell'ambito di questi ultimi, forme parassitoidi sono presenti negli Aschiza (Platypezidae e Pipunculidae), negli Acalyptratae (Conopidae) e nei Calyptratae (Oestroidea). Le forme di parassitoidismo di maggiore interesse ricorrono negli Oestroidea e, in particolare, nelle famiglie Oestridae e Tachinidae, rappresentativi di due comportamenti trofici nettamente distinti. Gli Oestridae hanno infatti sviluppato una forma di parassitismo endofago a spese delle mucose o del tessuto sottocutaneo dei Mammiferi. Parallelamente, i Tachinidae hanno sviluppato una forma di parassitoidismo endofago a spese di larve di altri insetti, prevalentemente Lepidotteri. In entrambi i casi, le larve presentano particolari adattamenti morfoanatomici all'endofagia, differenziati naturalmente in funzione della specificità dell'ospite.

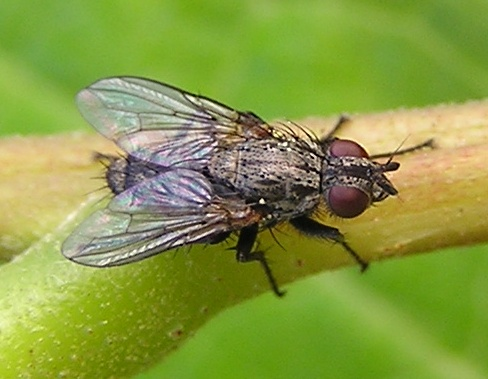
Rhinophoridae (Cyclorrhapha: Schizophora: Calyptratae: Oestroidea)

## Importanza
I Muscomorpha rappresentano il gruppo sistematico più vasto nell'ambito dei Ditteri, comprendendo circa due terzi delle famiglie dell'intero ordine. Data l'eterogeneità etologica che riguarda i Muscomorpha, gli ambiti di interesse che coinvolgono in generale l'ordine dei Ditteri si riflette all'interno di questo infraordine.

### Ambito igienico-sanitario
L'interesse igienico-sanitario, nell'ambito sia della medicina umana, è quello più rilevante per le dirette implicazioni con la salute umana, anche se in realtà coinvolge una ristretta parte dei Muscomorpha facente capo per lo più alle superfamiglie dei Muscoidea, degli Ostreoidea e degli Hippoboscoidea. Le problematiche di ordine igienico-sanitario associate ai Muscomorpha, secondo il gruppo sistematico, sono le seguenti:
- Sarcofagia. La larve saprofaghe-sarcofaghe (es. Sarcophagidae, Calliphoridae) possono provocare miasi a carico di ferite e piaghe quando queste, in precarie condizioni igieniche, sono esposte al contatto con le femmine adulte che vi depongono le uova.

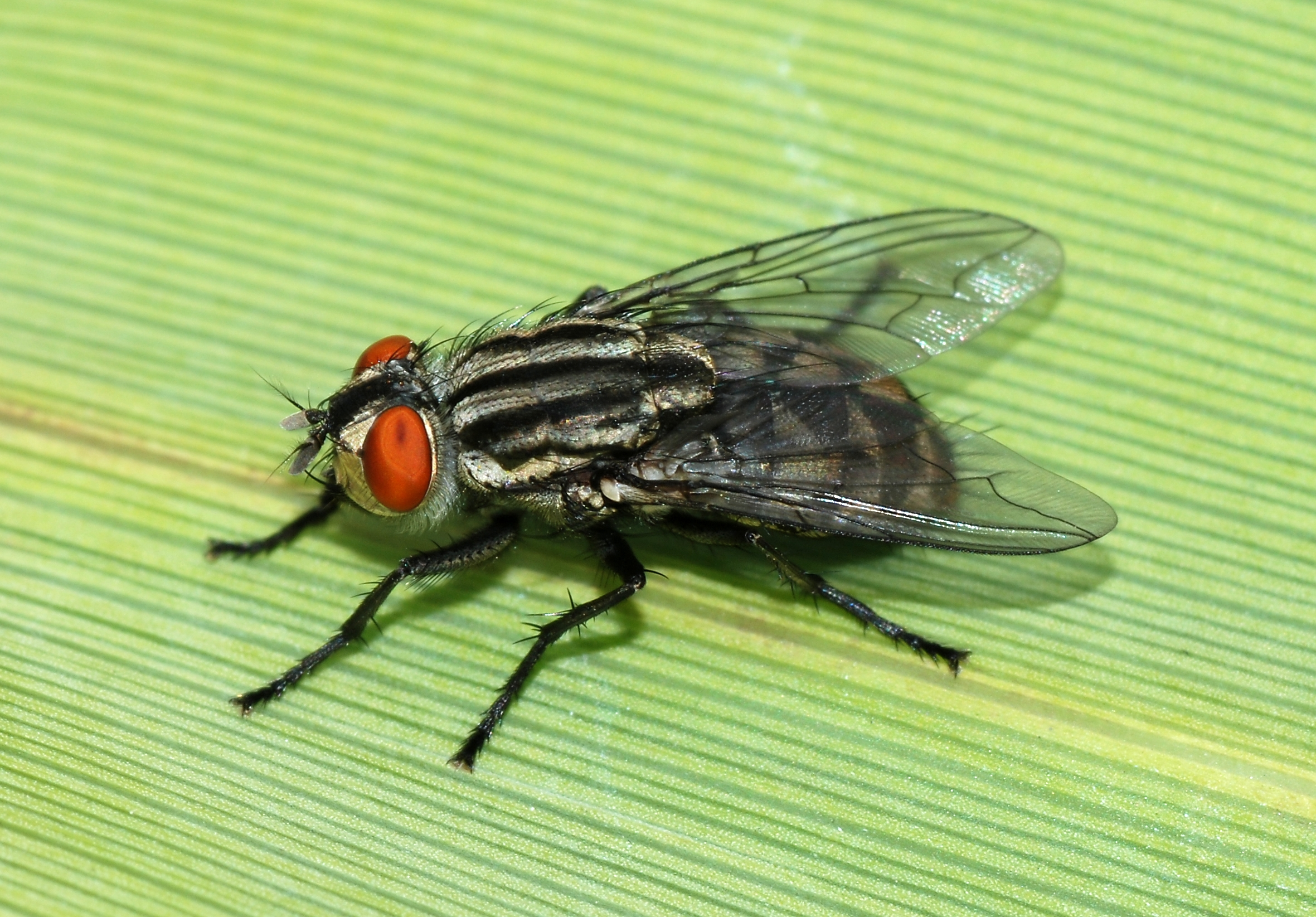
Sarcophagidae (Cyclorrhapha: Schizophora: Calyptratae: Oestroidea)

- Ematofagia. L'ematofagia, talvolta indicata come una forma di ectoparassitismo, è in realtà riconducibile, per molti aspetti, alla predazione. Per quanto meno frequente rispetto ad altri gruppi sistematici, l'ematofagia a carico dell'uomo ricorre anche fra i Muscomorpha e interessa ditteri ad apparato boccale pungente-succhiante appartenenti per lo più alle famiglie dei Muscidae e dei Glossinidae. Oltre al danno diretto consistente nel fastidio, nel dolore e nella reazione cutanea alla puntura, va considerata la possibilità di trasmissione di agenti patogeni. Sotto questo aspetto i Muscomorpha di maggiore interesse sono i Glossinidae, vettori di tripanosomiasi, fra cui è compresa la tristemente nota malattia del sonno.
- Parassitismo. Fra i casi di parassitismo propriamente detto si cita la Dermatobia hominis, unica specie della famiglia Oestridae che attacca l'uomo. Come altri estridi, le larve della Dermatobia si sviluppano nel tessuto sottocutaneo.

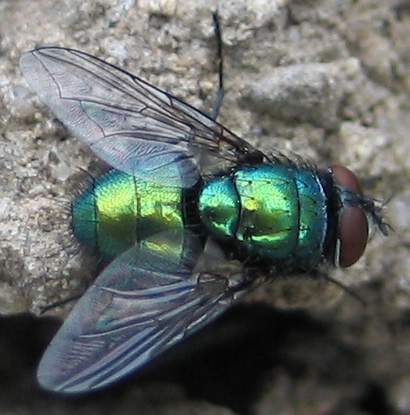
Calliphoridae (Cyclorrhapha: Schizophora: Calyptratae: Oestroidea)

- Saprofagia e commensalismo con l'uomo. Questo aspetto riguarda ditteri onnivori allo stadio adulto che, per la loro etologia, sono portati a frequentare contemporaneamente substrati organici ubicati in ambienti malsani, compresi i rifiuti, e gli ambienti domestici, dove si comportano come commensali della specie umana. Questo comportamento è una possibile e frequente causa di trasmissione di agenti patogeni, prelevati da ambienti malsani e depositati attraverso il contatto con la pelle, le mucose, gli alimenti e qualsiasi oggetto o manufatto a rischio igienico-sanitario, come ad esempio le stoviglie. La mosca domestica, il più comune e ubiquitario fra i ditteri che manifestano questo comportamento, è un vettore di microrganismi che causano infezioni epiteliali, febbrili, disturbi gastrointestinali; in casi estremi è anche un possibile vettore degli agenti del tifo e del colera[17].
- Molestia. La molestia è una conseguenza del comportamento di diversi ditteri che frequentano gli insediamenti antropici volando e posandosi su qualsiasi superficie, compreso il corpo delle persone. Il ronzio prodotto dal volo e il contatto con la pelle delle persone generano un senso di fastidio che può condurre allo stress quando il comportamento è insistente.

### Ambito veterinario

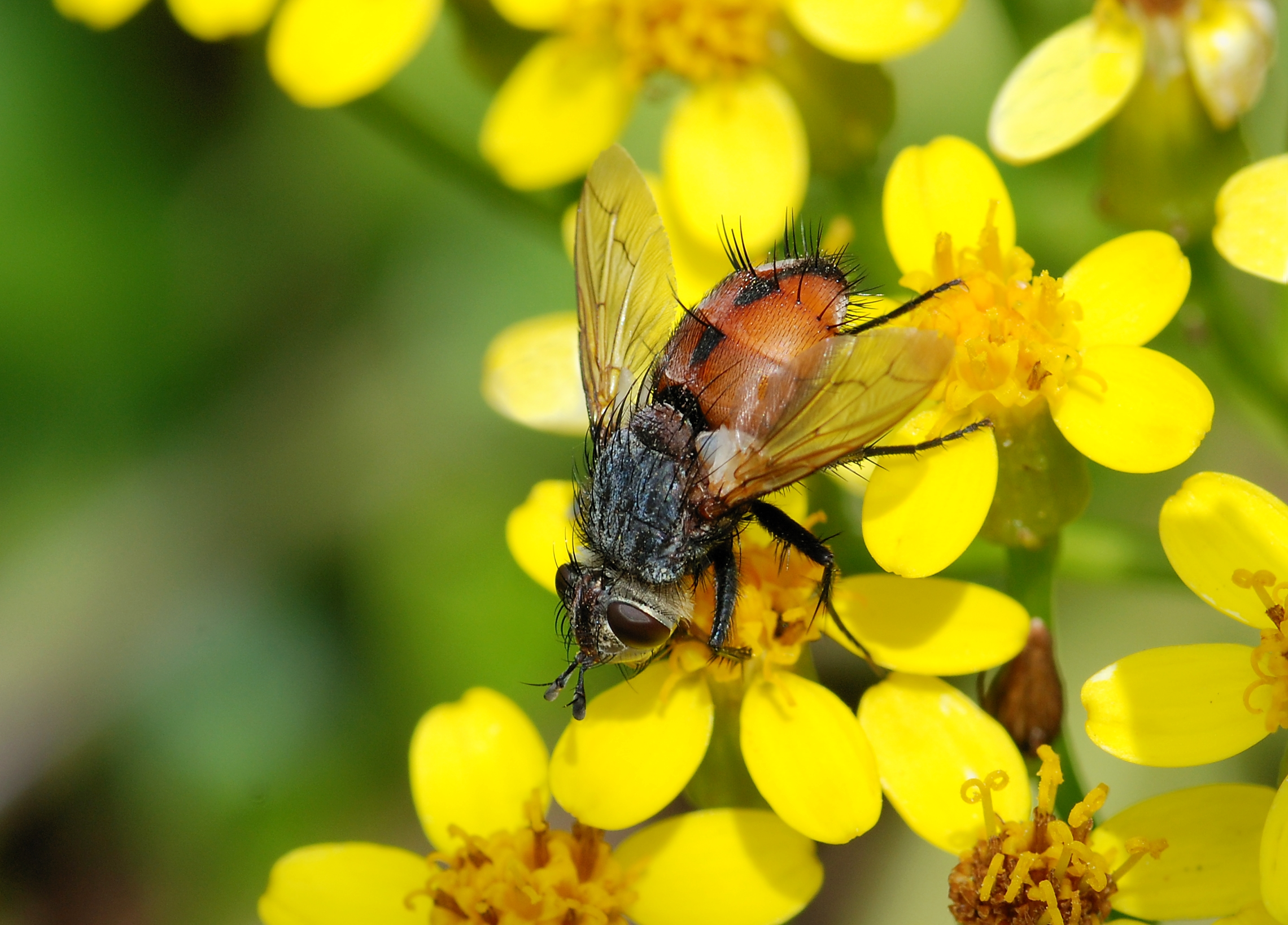
Tachinidae (Cyclorrhapha: Schizophora: Calyptratae: Oestroidea)

I Muscomorpha di interesse veterinario fanno capo alle stesse superfamiglie citate in precedenza, con un particolare interesse nell'ambito degli Oestridae, comprendente anche alcune specie parassite - allo stadio larvale - di animali domestici, e degli Hyppoboscidae, comprendente specie ematofaghe. Gli aspetti più problematici consistono nel parassitismo e nell'ematofagia per le implicazioni di carattere patologico, ma nel caso di animali a cui sono richieste particolari prestazioni produttive e dotati di una limitata rusticità gioca un ruolo non trascurabile anche lo stress provocato dalla molestia, che influisce negativamente sulla produttività. Fra le specie parassite, allo stadio larvale, di animali domestici sono comprese Hypoderma bovis, Oestrus ovis e Gasterophilus intestinalis, rispettivamente parassiti dei bovini, degli ovicaprini e degli equini. Fra gli ematofagi che allo stadio adulto attaccano gli animali domestici vi sono Hippobosca equina ("mosca cavallina"), che attacca equini e bovini, Hippobosca longipennis, ematofago sul cane, Melophagus ovinus, ematofago sugli ovini.

### Ambito forense

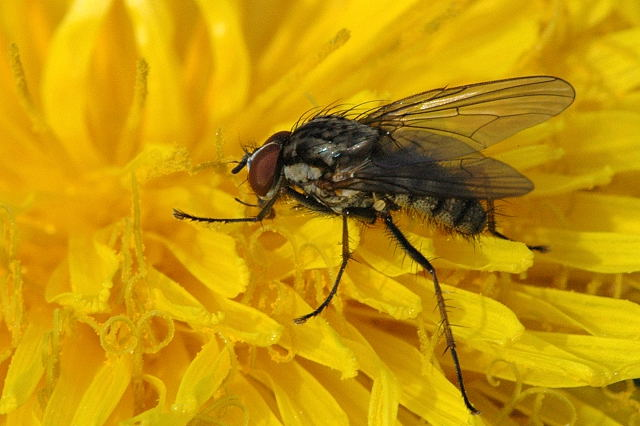
Anthomyiidae (Cyclorrhapha: Schizophora: Calyptrata: Muscoidea)

Le larve saprofaghe-sarcofaghe si sviluppano abitualmente nei cadaveri degli animali, compreso l'uomo. Possono perciò essere oggetto di indagine in medicina legale al fine di ricavare informazioni relative all'intervallo post-mortem, su cadaveri in stato più o meno avanzato di decomposizione, come ad esempio il tempo intercorso dalla morte e il luogo in cui è avvenuto il decesso.

### Ambito alimentare
La saprofagia delle larve di molti Muscomorpha è causa di alterazioni a carico degli alimenti. In generale qualsiasi alimento dotato di un sufficiente tenore in umidità, è potenzialmente esposto agli attacchi da parte di ditteri appartenenti all'infraordine dei Muscomorpha quando è conservato in condizioni precarie. Questo rischio coinvolge in particolare gli alimenti facilmente deperibili come la carne e il pesce (Sarcophagidae, Calliphoridae), i formaggi e i salumi mal conservati (Piophilidae), la frutta e gli ortaggi (Drosophilidae, Muscidae).

### Ambito agrario

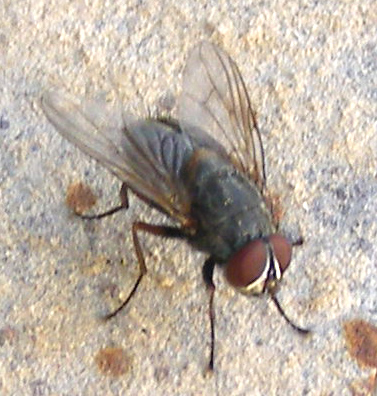
Muscidae (Cyclorrhapha: Schizophora: Calyptrata: Muscoidea)

La fitofagia assume una importanza - sotto l'aspetto economico - per un numero limitato di specie, ma alcune di queste sono responsabili di danni economici di entità tale da riscuotere un notevole interesse nell'ambito dell'Entomologia agraria. Le specie più dannose rientrano nelle famiglie dei Tephritidae, degli Agromyzidae, degli Anthomyiidae e dei Chloropidae.
I Tephritidae comprendono specie comunemente note, in inglese con il nome di fruit flies ("mosche della frutta"). Il nome comune mette in evidenza il comportamento di maggiore importanza economica, ovvero la carpofagia, ma nella famiglia sono comprese anche specie con larve fillominatrici e altre galligene, per lo più a carico di piante erbacee. Fra le specie di maggiore importanza economica, di areale più o meno esteso, si citano la Ceratitis capitata (mosca mediterranea della frutta), la Bactrocera dorsalis (mosca orientale della frutta), la Bactrocera oleae (mosca delle olive) e la Rhagoletis cerasi (mosca delle ciliegie).
Gli Agromyzidae comprendono specie le cui larve sono in larga prevalenza fillominatrici. Le specie veramente dannose, per la loro polifagia, sono poco più di una decina e fanno capo ai generi Liriomyza e Chromatomyia. Questi insetti sono particolarmente dannosi alle colture orticole e floricole in serra.
Gli Anthomyiidae comprendono specie con vari comportamenti allo stadio larvale, ma quelle di maggiore importanza sono fillominatrici oppure si comportano come minatrici dello stelo causando la morte di piante giovani. Una delle specie più importanti è la Pegomyia betae (mosca della barbabietola).

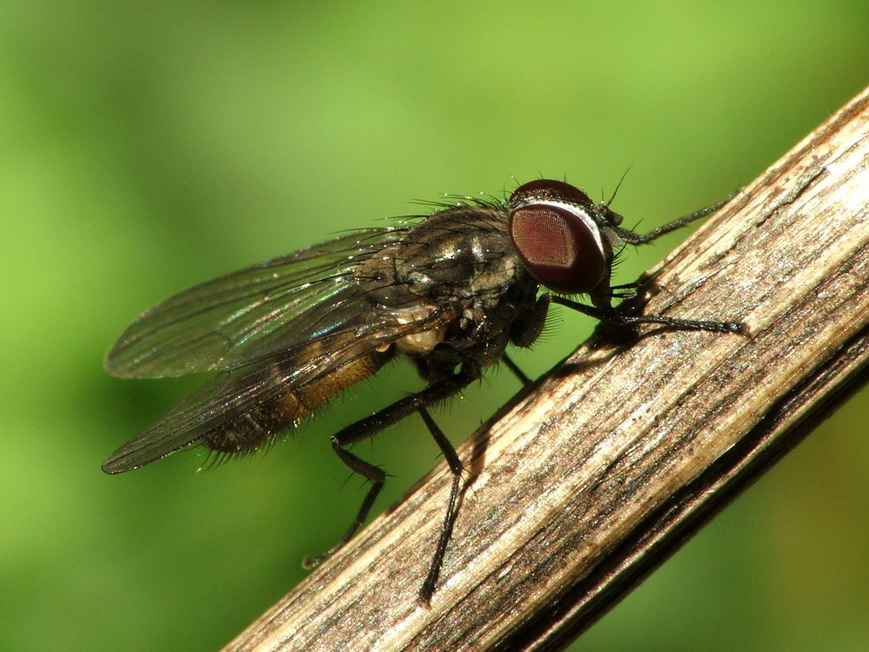
Fanniidae (Cyclorrhapha: Schizophora: Calyptrata: Muscoidea)

I Chloropidae comprendono specie galligene o minatrici a spese di piante erbacee. Fra le specie di maggiore importanza si citano Chlorops pulionis e Oscinella frit, specie dannose ai cereali nelle regioni temperate fredde.

### Ambito ecologico
Sotto l'aspetto ecologico sono di particolare importanza - in senso positivo - alcune categorie trofiche per il ruolo svolto:
- Specie saprofaghe. Sono da considerarsi genericamente utili, quando non hanno relazioni dirette con l'uomo, per il ruolo svolto come organismi decompositori nel ciclo del carbonio.

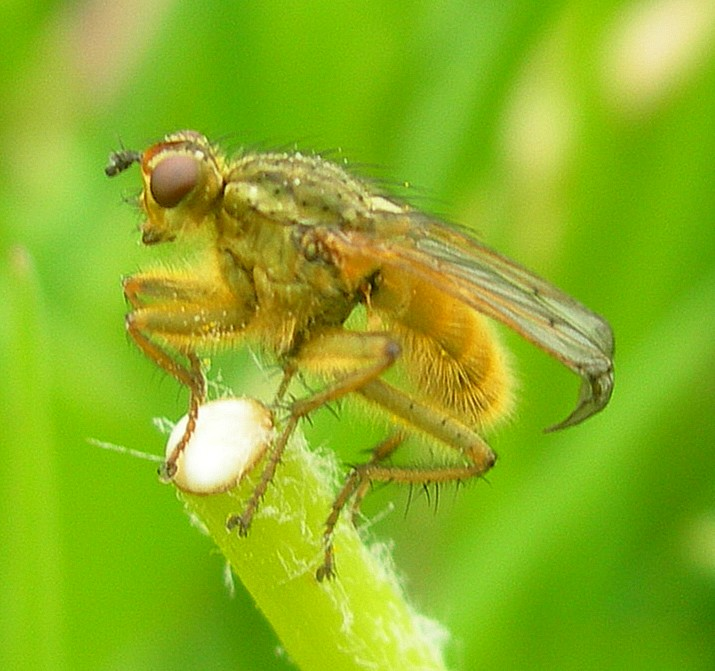
Scathophagidae (Cyclorrhapha: Schizophora: Calyptrata: Muscoidea)

- Specie pollinofaghe e nettarivore. Sono da considerarsi utili perché, rientrando nella popolazione dei pronubi selvatici, contribuiscono all'impollinazione incrociata. I ditteri impollinatori di maggiore importanza sono quelli prettamente pollinofagi e che fanno capo alle famiglie dei Bombyliidae e dei Syrphidae. Va inoltre citato il ruolo svolto da alcuni Nemestrinidae afrotropicali che per il particolare sviluppo in lunghezza dell'apparato boccale svolgono un ruolo fondamentale nell'impollinazione di alcune piante che hanno corolla tubulosa lunga alcune decine di centimetri.
- Specie artropofaghe. In generale tutte le specie entomofaghe sono potenzialmente utili quando le loro vittime sono insetti dannosi, ma un particolare interesse è rivolto alle famiglie dei Syrphidae e dei Tachinidae. Una parte dei Syrphidae è rappresentata da specie le cui larve sono predatrici e si alimentano principalmente a spese degli afidi. I Tachinidae comprende invece specie parassitoidi soprattutto a spese di larve di Lepidotteri. Sirfidi e Tachinidi, pur essendo poco interessati dallo sfruttamento diretto nella lotta biologica, rientrano fra i principali agenti di controllo naturale di molti fitofagi.

### Altri ambiti
Fra gli altri ambiti si cita l'impiego delle larve di alcune specie, come ad esempio la Sarcophaga carnaria come mangime per i pesci oppure come esche per la pesca sportiva.